# Армано, Марио
Марио Армано (итал. Mario Armano, 25 июля 1946, Алессандрия, Пьемонт) — итальянский бобслеист, разгоняющий, выступавший за сборную Италии в конце 1960-х — середине 1970-х годов. Участник двух зимних Олимпийских игр, обладатель золотой медали Игр 1968 года в Гренобле, двукратный чемпион мира, чемпион Европы.

## Биография
Марио Армано родился 25 июля 1946 года в городе Алессандрия, область Пьемонт. С ранних лет увлёкся спортом, позже заинтересовался бобслеем и прошёл отбор в национальную сборную Италии, присоединившись к ней в качестве разгоняющего. Сразу стал показывать неплохие результаты, благодаря чему удостоился права защищать честь страны на Олимпийских играх 1968 года в Гренобле, где, находясь в команде титулованного пилота Эудженио Монти, одержал победу в зачёте четырёхместных экипажей.
В 1969 году Армано взял серебро и бронзу на чемпионате мира в американском Лейк-Плэсиде, годом спустя завоевал золотую медаль на мировом первенстве в швейцарском Санкт-Морице и ещё одну золотую медаль на европейском первенстве в Кортина-д’Ампеццо. В 1971 году пополнил медальную коллекцию ещё одним золотом мирового достоинства, обогнав всех соперников на чемпионате мира в Червинии.
В 1972 году он ездил соревноваться на Олимпийские игры в Саппоро, но не смог добраться там до призовых мест, приехав четвёртым в двойках и лишь восьмым в четвёрках. Впоследствии Марио Армано продолжил выступать на высоком уровне, хоть и менее успешно. В середине 1970-х годов, не попав на Олимпиаду в Инсбрук, принял решение завершить карьеру профессионального спортсмена, уступив место молодым итальянским бобслеистам.